# 近沢英二
近沢 英二（ちかざわ えいじ、1957年4月14日 - ）は、日本の元プロ野球選手。

## 経歴
中京高等学校では主軸として活躍。当時のチームメイトには金本誠吉、岡田忠雄、湧川勉らがいる。
第46回選抜高等学校野球大会では初戦で滝川高等学校と対戦し、0-4で敗退した。
第47回選抜高等学校野球大会では開幕試合で岡山県立倉敷工業高等学校と対戦。中京投手陣が序盤から打ち込まれ、4回表終了時点で2-13と大量リードされるも倉敷工のエース兼光保明を徐々に攻略し、近沢の2点本塁打もあり一時は15-15の同点に追いつくという壮絶なシーソーゲームを展開。最終的に15-16で敗れた。この試合はセンバツで初めて金属バットが使われた試合だった。また、この試合で近沢は投手としても登板しており、センバツの開幕戦で登板し本塁打を打つのは史上初の快挙だった。
1975年のドラフト会議でヤクルトスワローズから4位指名を受け、入団した。
1978年には左打ちに転向したが、同年で退団した。

## 詳細情報

### 年度別打撃成績
- 一軍公式戦出場なし

### 背番号
- 38 （1976年 - 1978年）